# 큰유령박쥐
큰유령박쥐(Diclidurus ingens)는 대꼬리박쥐과에 속하는 박쥐의 일종이다. 브라질 북서부와 콜롬비아 남동부, 기아나, 페루 그리고 베네수엘라에서 발견된다.